# Ojite Rancho Nuevo
Ojite Rancho Nuevo är en ort i Mexiko.   Den ligger i kommunen Tuxpan och delstaten Veracruz, i den sydöstra delen av landet, 240 km nordost om huvudstaden Mexico City. Ojite Rancho Nuevo ligger 37 meter över havet och antalet invånare är 1 116.
Terrängen runt Ojite Rancho Nuevo är platt. Runt Ojite Rancho Nuevo är det ganska tätbefolkat, med 160 invånare per kvadratkilometer. Närmaste större samhälle är Tuxpan de Rodríguez Cano, 12,5 km öster om Ojite Rancho Nuevo. Trakten runt Ojite Rancho Nuevo består till största delen av jordbruksmark.